# Peristom (Botanik)
Das Peristom (griechisch peri- „um etwas herum“ und stóma „Mund“) ist ein in der Biologie häufig verwendeter Ausdruck. Er bezeichnet in der Zoologie die Umgebung des Mundes, das Mundfeld eines tierischen Lebewesens. In der Botanik wird der Begriff im übertragenen Sinn gebraucht. Die zahnförmigen Bildungen um die Mündung der Kapsel von Laubmoosen werden Peristom genannt, ebenso wird der Saum um die Öffnung der Fallenblätter einiger Fleischfressender Pflanzen so bezeichnet. 

## Laubmoose

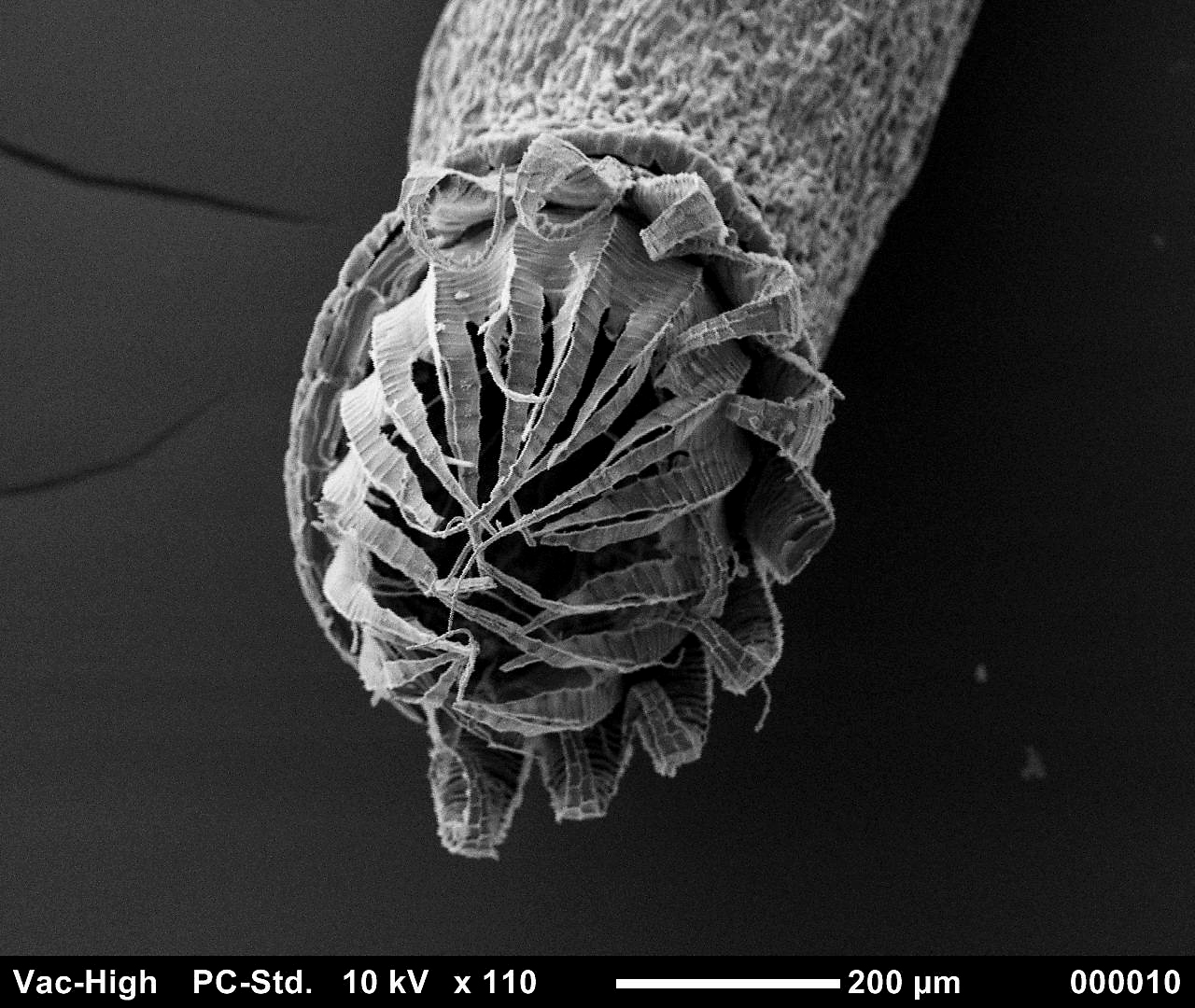
Peristom einer Laubmooskapsel

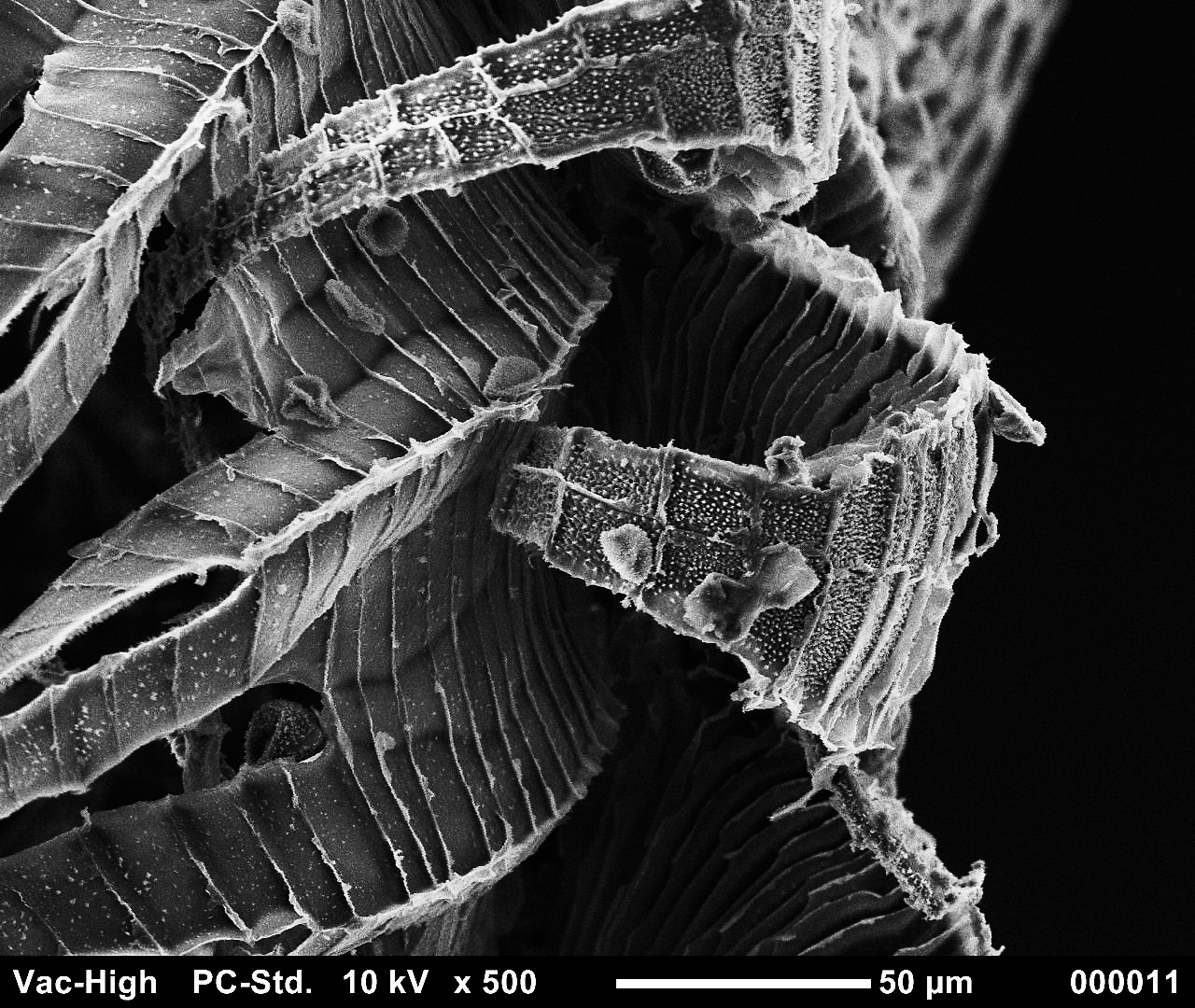
Peristom mit anhaftenden Moossporen

Ein Kranz zahnähnlicher Gebilde auf dem Rand der Kapselmündung von Laubmoosen wird ebenfalls als Peristom bezeichnet. Die Morphologie dieser Bildung spielt bei der bryologischen Klassifikation innerhalb der Systematik der Laubmoose eine große Rolle.
Die Peristomzähne sind oft sehr kompliziert aufgebaut. Sie können beispielsweise gegabelt, verbogen oder verdrillt sein. Bei vielen Moosen bestehen sie aus zwei Schichten mit unterschiedlichem Zellwandaufbau, die unterschiedlich stark quellen. Hierdurch kommt es bei wechselnden Luftfeuchtigkeiten ähnlich wie bei einem Bimetallstreifen zu einer Krümmungsbewegung. Die Kapsel kann so teilweise verschlossen oder geöffnet werden, so dass die Sporen nur bei einer trockenen Witterung allmählich freigesetzt werden.
Die Anzahl der Peristomzähne ist stets ein Vielfaches von 4.
Das Peristom kann auch aus zwei Reihen von Zähnen bestehen, wobei die innere Reihe (das „Endostom“) viel zarter ist als die derbe äußere Reihe (das „Exostom“). Man spricht in diesem Fall von einem „doppelten Peristom“. Bei einem solchen stehen die Reihen oft versetzt. An der Quellbewegung ist nur die äußere Peristomreihe beteiligt.

## Mykologie

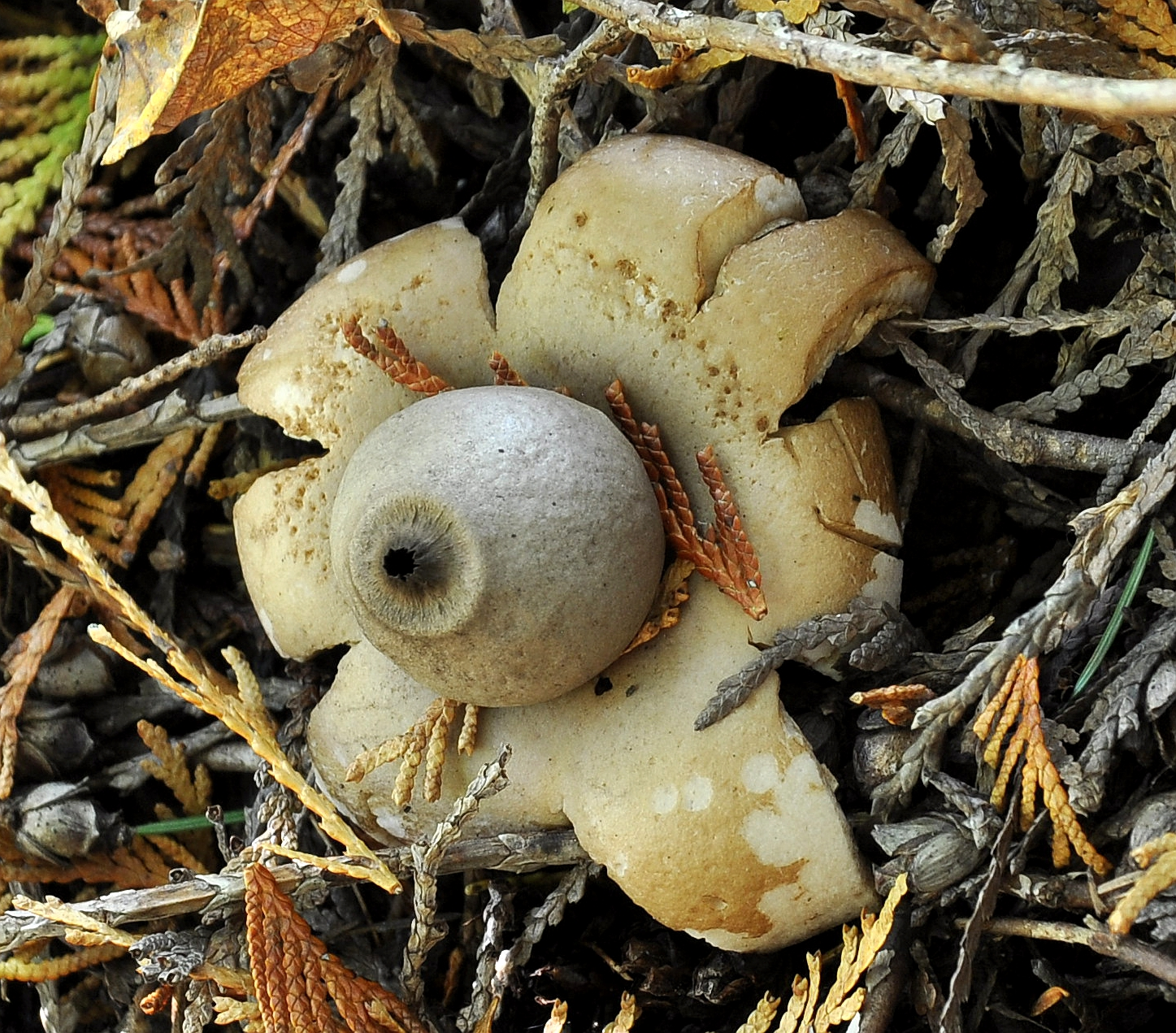
Erdstern mit bereits geöffnetem Peristom

In der Mykologie bezeichnet man die am Scheitel des Sporensackes (Endoperidie) gelegene Öffnung, durch die die Sporen entweichen (beispielsweise bei den Erdsternen), ebenfalls als Peristom. Das Peristom kann unterschiedlich ausgeprägt sein und ist innerhalb der Gattung ein wichtiges Bestimmungsmerkmal.